# 刘彭离
刘彭离（?—?），汉朝宗室，西汉济东王。
其父梁孝王刘武是汉文帝刘恒的第二子，劉彭离是第三子，哥哥是刘买。刘武去世后，窦太后大为悲痛，为了安抚她及削弱封地大的梁国，汉景帝将梁分为五，封刘武全部五个儿为诸侯王。前144年，劉彭离封济东王。刘彭离骄横凶悍，经常在黄昏的时候率领家奴和亡命少年数十人抢劫杀人，夺取财物，并以此为嗜好，被他杀害的人，已发现的就有一百多个，为此，前116年，劉彭离被汉武帝废除王爵、封国，贬逐到上庸，济东国撤销。
| 前任： 首任 | 西汉济东王 前144年—前116年 | 繼任： 末任 |

## 延伸阅读
[在维基数据编辑]
 《史記/卷058》，出自司馬遷《史記》